# 指定割引サービス
指定割引サービス（していわりびきサービス）は、携帯電話料金の割引サービスの一つ。NTTドコモグループではゆうゆうコール割引、auでは指定割、指定通話定額、ソフトバンクモバイルでは指定割引と称される。

## 概要
定額料金を支払うことにより、指定した電話番号への通話料金に割引が受けられるサービスである。加入会社によっては、指定先とのメールが無料となるサービスを行っている場合もある。

## 各社の詳細
このサービスの利用には別途申し込みが必要である。

### ゆうゆうコール割引（NTTドコモ）
- 月額180円（税別）
- 通話料金割引
  - ドコモグループへの通話料 - 30%割引（テレビ電話含む）
  - その他の携帯電話・一般加入電話への通話料 - 10%割引
  - WORLD CALL利用の国際電話 - 30%割引
- 指定先件数
  - 国内5件、海外2件が設定できる。
- メール等の取り扱い
  - メールやプッシュトークに関しての割引はなく、通話料金のみの割引である。
- ファミリー割引との併用
  - ファミリー割引を併用し、同一家族内の加入者に本サービスを適用した場合でも、30%の割引はそのままで、重ねて適用されない。（ファミリー割引10年以上、ファミ割MAX50の場合はもともと通話無料である）
- オフィス割引との併用
  - ファミリー割引同様オフィス割引を併用し、同一グループ内の加入者に本サービスを適用した場合でも、30%の割引はそのままで、重ねて適用されない。（オフィス割引10年以上、オフィス割MAX50の場合はもともと通話無料である）
- 通話料いっかつ割引（15 - 25%引）との併用
  - 併用することで、最大55%の通話料の割引になる。
- ワールドコールいっかつ割引（35%引）との併用
  - 併用することで、国際通話が65%割引になる。
- 備考
  - 基本料金プランを旧プランとしている場合は、1通話で通話時間が3分を超えるごとに相手先に無料通信が10円分加算されるサービスがある。現在の新料金プランでは適用されないが、発信側が旧プランならば着信側が新プランであっても無料通信を受けることができる。

### 指定割 (au)
- 月額300円（税別）
- 通話料金割引
  - auの携帯電話および一般加入電話（固定電話）への通話料金が50%割引となる。
  - 他社携帯電話を指定することはできない。
- 指定先件数
  - 3件まで設定できる。
- メールの取り扱い
  - メールに関しての割引はなく、通話料金のみの割引である。
- 家族割との併用
  - 現在、家族割加入の家族間では互いの通話料が無料（一部有料）のため、指定割との併用はない。
- 併用できないサービス
  - ガク割、コールワイド、指定通話定額

### 指定通話定額 (au)
2009年8月10日新設
- 月額390円（税込）
- 適用日
  - 申し込みを行った月の、翌月からの適用になる。ただしau携帯電話を新規で契約して、指定通話定額の同時申し込みを行った場合は、当月から適用と翌月からの適用を選択できる。
- 通話料金割引
  - auの携帯電話への通話料金が、24時間無料。ただし、テレビ電話通話料については60%割引となる。
  - 他社携帯電話および一般加入電話（IP電話を含む固定電話）を指定することはできない。
- 指定先件数
  - 3件まで指定できる。
- メールの取り扱い
  - 指定した携帯電話へのCメールの料金は無料。
  - Eメールの送受信は、通常通りパケット代が必要となる。
- 家族割との併用
  - 不必要
- 併用できないサービス
  - 指定割
- 併用可能なサービス
  - スマイルハート割
- 法人名義での契約
  - 可能（件数も個人と同様で3件）

### 指定割引（ソフトバンクモバイル）
以下はボーダフォン時代からの料金プランの利用者について適用される内容である。
- 月額300円（税別）
- 通話料金割引
  - ソフトバンクモバイル（TVコール含む）または一般加入電話（IP電話含む）への通話料金が50%割引となる。
  - 他社携帯電話を指定することはできない。
- 指定先件数
  - ソフトバンクモバイル携帯電話5件、またはソフトバンクモバイル携帯電話4件+一般加入電話1件まで設定できる。
- メールの取り扱い
  - 指定先がソフトバンクモバイル携帯電話の場合、メールの送受信が無料となる。
- 家族割引との併用
  - 家族割引を併用している場合、同一家族内への指定は不可。
  - ただし、家族通話定額が別途用意されており、1回線あたり300円（税別）で家族間の通話が無料となる。